# Рогатец над Желимлями
Рогатец над Желимлями (на словенски: Rogatec nad Želimljami) е село в Словения, регион Средна Словения, община Иг. Според Националната статистическа служба на Република Словения през 2015 г. селото има 35 жители.